# Адалдаг
Адалдаг (на немски: Adaldag, Adelgis, Adelger; * ок. 900; † 28 април 988, Бремен) е монах на Бенедиктинския орден, от 937 до 988 г. архиепископ на Хамбург-Бремен и от 947 г. епископ на Шлезвиг.

## Произход и управление
Адалдаг произлиза от знатна саксонска фамилия. Чрез своя учител и роднина епископ Адалвард фон Ферден той отива в двора на Ото I, където е като домхер в Хилдесхайм член на кралската капела. Той става канцлер на краля и през 937 г. архиепископ на Хамбург-Бремен.
Адалдаг придружава Ото I във втория му поход в Италия от 961 до 965 г. и участва там на двата събора, на които са свалени папите Йоан XII и Бенедикт V. Сваленият папа Бенедикт V става подчинен на Адалдаг и е до смъртта си като дякон в Хамбург.
След смъртта на Ото I той е верен на Отоните. През 965 г. Адалдаг донася реликвите на Косма и Дамиан в Бремен.